# Morstein
Der Morstein ist eine 144 Hektar große Weinlage und die renommierteste Einzellage der Gemeinde Westhofen im rheinhessischen Wonnegau (Rheinland-Pfalz). Weine aus einem entsprechend klassifizierten Teil (ca. 24 ha) dieser Lage können von VDP-Mitgliedern als „Großes Gewächs“ vermarktet werden, sofern noch andere Qualitätsmerkmale erfüllt werden.

## Lage, Klima, Boden
Die Weinlage Morstein erstreckt sich östlich von Hangen-Weisheim und Gundersheim sowie westlich von Westhofen. Sie ist Teil der Großlage Bergkloster des Weinbaugebiets Rheinhessen und wird westlich von den Einzellagen „Höllenbrand“ und „Sommerwende“ sowie östlich von den Einzellagen „Brunnenhäusschen“ und „Steingrube“ begrenzt.
Die Lage befindet sich in 140 bis 280 m ü. NHN, der Steigungswinkel beträgt 20 %. Durch die Exposition von Südwest bis Süd kommt die einfallende Abendsonne besonders dem Riesling zugute, da dieser die beste Assimilationsleistung in den Abendstunden zeigt. Das privilegierte Kernstück umfasst ca. 50 ha im Mittelhang des großen Morsteins.
Der Boden besteht aus tonigem Mergel mit Kalkstein (Terra fusca) in der Oberschicht, welcher aus den Korallenbänken des tertiären Urmeeres entstand. Der Untergrund besteht aus massiven, wasserführenden Kalkfelsen.
Neben dem Riesling werden im Morstein bevorzugt die Sorten Dornfelder, Müller-Thurgau, Spätburgunder und Chardonnay angebaut.

## Etymologie des Namens
Der Name der Lage wurde bereits im Jahre 1282 in einer Schenkungsurkunde an das Stift Otterberg als „Marstene“ erwähnt. Er leitet sich nicht von „Moor“, sondern von „Marstein“ ab, was auf einen Markstein (Grenzstein) hindeutet.

## Geschichte
Im 13. Jahrhundert hatten bedeutende Klöster wie Kloster Lorsch, Kloster Weißenburg (Elsass), Stift Sankt Arnual, Kloster Otterberg und das Wormser St. Martinsstift Weinbergsbesitz in Westhofen.

## Besitz
Im Morstein begütert sind zum Beispiel die VDP-Weingüter K. F. Groebe, Gutzler, Klaus Peter Keller, Winter und Wittmann sowie Weingut J.G. Orb, der Hirschhof (Walter und Tobias Zimmer), Klaus Knobloch und  Seehof Ernst Fauth sowie das Weingut Dreissigacker.